# Iglagylet (Asarums socken, Blekinge, 623722-143802)
Iglagylet är en sjö i Karlshamns kommun i Blekinge och ingår i Mörrumsåns huvudavrinningsområde.